# Corel Paint Shop Pro
PaintShop Pro（ペイントショップ プロ）は、コーレルが販売するMicrosoft Windows用グラフィックソフトウェアである。略称はピーエスピー (PSP)、ペイントショップなど。
主に写真編集（フォトレタッチ）、画像加工、イラストレーションなどで利用される。レイヤー機能やフィルタなどを搭載し、ラスター画像・ベクトル画像の両形式のサポートするなどコンピュータグラフィックスに要求される様々な機能を搭載している。
標準画像フォーマットはpspimage形式であるが、JPEG、PNG、TIFF、Adobe Photoshopのpsd形式など50種以上のファイル形式の入出力に対応している。

## 歴史
1991年にRobert Voitにより画像コンバータ「Paint Shop」として公開されたものが原型。その後、Jasc Softwareとして法人化され、1992年に最初のPaint Shop Proがシェアウェアとしてリリースされた。2004年10月にJasc Softwareをコーレルが買収し、以降のバージョンの開発・販売・サポートをしている。
日本における代理店としては、初期は、有限会社パーソナルデータファクトリー、株式会社メッツ、1999年からは株式会社ピーアンドエーが販売やサポートをしていた。2005年7月からはコーレル株式会社が販売、サポートをおこなっていた。2019年12月2日からはコンシューマ向け販売・サポートがソースネクストになった。企業・アカデミックライセンスなどはコーレル株式会社が引き続き対応する。
ソフト名を「Paint Shop」と記される事もあるが、Proまで含めた「PaintShop Pro」が正式名である。
Adobe Photoshopを強く意識しているとの指摘も多い。2004年、Jasc Software プロダクトマーケティング部ディレクターのマイケル・グリーンハルは、Adobe Photoshopのメインターゲットは「デジタルイメージングで仕事をする人たち」、PaintShop Proのメインターゲットは「デジタルイメージングを楽しんでいる人たち」であり本当のプロ向けではない、とターゲットの違いを説明している。

## 主な機能
初期のPaint Shop ProはPCのハイエンドユーザーやプログラマーといった、ある程度PCに詳しいユーザが画像を取り扱う際に使いやすい、というニッチなニーズに応える製品だった（動作原理がわかっていると使い方が直感的に分かりやすい、プログラマーよりのインターフェイス）。
その後、初心者向け機能とハイエンドユーザー向け機能の両方が年々追加されており、その機能数はとても多いため、下記はその一部を抜粋したものである。詳細はバージョン履歴を参照。
- カスタマイズ機能（カスタムショートカット、項目やボタンを削除、追加できる）
- トーンカーブ
- ヒストグラム
- ペンツール、図形ツール
- テキストツール
- 不要なオブジェクト削除時の背景補完機能
- 履歴パレット（行った作業の一覧。最大1000件まで表示。スクリプトの作成・適用が可能）
- HDR（ハイダイナミックレンジ）合成機能
- 選択範囲の極細ブラシ（毛のような細かい画像の合成）

### 初心者向け機能
- ラーニングセンター（機能説明・アクセスウィンドウ）
- 写真ワークスペース（ファイル→作業状態で今までの編集画面である「完全」と切り替えが可能）
- 基本ワークスペース

### メイクオーバーツール
シミ補正、歯ブラシ、赤目補正、日焼け、スリムの5つがまとまっている。またフィルターとして「スキンのスムース化」が同時期に搭載された。

### スクリプト機能
作業を自動化するための機能。Pythonで記述することもできるが、作業を「記録」することで、同様の作業を自動化することができたり「履歴パレット」から必要な箇所をスクリプトに保存することも可能である。

### RAWデータ対応
- Ver.9 - 7社のデジタルカメラのRAWデータの取り込みに対応
- Ver.X - 40機種以上のRAWデータに対応。またPixmantec RawShooter Essentialsが無料ダウンロード提供されており、これを使用することでその他の多くの機種のRAWデータも扱えたが、Pixmantecがアドビシステムズに買収され、2006年9月末で提供終了。
- Ver.XI - アップデータにより随時追加されていくようになる[7]。
- Ver.X2 - アップデータを含め計約75機種のカメラへ対応。
- Ver.X2Ul - 250種類超に対応。
- Ver.X3 - 362種類に対応。オーガナイザーでの表示の高速化。カメラRawラボを使用しての一括現像がより楽に。
- Ver.X6 - IPTCメタデータをRAW画像ファイル内に保存、管理可能に。
- Ver.X7 - RAW画像のXMPサイドカーファイルに対応。RAW画像編集プログラムなどで作成されたXMPファイル内のデータが読み込み可能に。

### プラグイン
PaintShop Pro用プラグインの他、一部Photoshop用プラグインも利用できる。また、[効果]>[プラグインを取得]と進むとスクリプトやプラグインが購入できるようになっている。
また、近年のバージョンでは、Corel社が所有しているプラグインKPTフィルターが無料でダウンロードできる。

### ブラシ機能
PaintShop Proには大きく分けて3種類のブラシが搭載されている。また、ブラシ機能と併用できる「ミキサーパレット」も搭載している。

#### ペイントブラシ
PaintShop Proの標準のブラシツールはpspbrush形式であるが、Adobe Photoshopブラシ（abr形式）Jasc Brush（jbr形式）の読み込みにも対応している。

#### ピクチャーチューブ
背景のない画像が出てくる素材ブラシ。光るグリッドブラシや3Dゴールド、リアルな鎖が描けるブラシの他、アルファベットや花などのシンボルがランダムに出てくるブラシなどもある。以前はインストーラーに主要なものは含まれていたが、今は追加コンテンツとしてダウンロードする必要がある。

#### アートメディアツール
油彩、水彩、チョークなどのブラシを任意の用紙（テクスチャ）の上に描くことで、掠れなどを表現できるブラシ。発表されたPaint Shop Pro 9以降にCorelに買収され、Corelがナチュラルペインティングに特化したPainterを所有していたため、その後の大きな開発は見られない。

## バージョン履歴
Jasc Paint Shop Pro 1.0
1992年、シェアウェアとしてリリース。
日本では、NIFTY-ServeやPC-VAN等のパソコン通信のシェアウェア・ライブラリから入手できたが、当時は国内でのサポートが無いため海外に送金する必要があった。
Jasc Paint Shop Pro 2.0
1993年8月13日リリース。
メッツが発売していたグラフィックツールG.CREWなどの同梱ソフトとして英語版を入手可能だった。
フォトレタッチやトリミング機能を搭載。
Jasc Paint Shop Pro 3
1995年頃リリース。
有限会社パーソナルデータファクトリーから日本語化されたPaint Shop Pro 3.0J(16bit)/Paint Shop Pro 3.2J(32bit)が発売。
メッツからも発売された。
G.CREW 3の付属ソフトとしてPAINT SHOP PRO Ver3.2J LIGHTがバンドルされた。
ペイント機能を追加。
Jasc Paint Shop Pro 4
1996年7月10日、英語版のリリース。Windows 95/NT 4.0に対応。
日本では有限会社パーソナルデータファクトリーが英語版を販売。
1997年5月8日、株式会社メッツから日本語化されたPAINT SHOP PRO Ver4.2J発売。
Jasc Paint Shop Pro 5
1998年4月6日、英語版のリリース。
1999年4月23日、株式会社P&Aから日本語化されたPaint Shop Pro 5J発売。
レイヤー機能が追加された。
Jasc Paint Shop Pro 6
1999年9月13日、英語版のリリース。
1999年11月26日、株式会社P&Aから日本語化されたPaint Shop Pro 6J発売。
ベクターグラフィックスへの対応が行われた。より総合的な画像作成・レタッチツールへと進化。
Jasc Paint Shop Pro 7
2000年9月21日、英語版のリリース。
2000年11月10日、株式会社P&Aから日本語化されたPaint Shop Pro 7J発売。
2002年6月21日、株式会社ピーアンドエーからPaint Shop Pro 7J 10周年記念パック デラックス版として様々な素材や、フィルタソフト、HowTo本、画像管理ソフト等を付属したパッケージが限定5000本で発売。
2004年12月10日、メディアカイトから2,980円の「新撰2980 ペイントショッププロ7J」が発売。Paint Shop Pro 7Jにアニメーションソフトなど3本を収録したものである。
フォトレタッチ機能の強化が行われ、写真の編集時に便利な自動補正ツールなどを多く搭載した。Ver.6で搭載されたベクターグラフィック機能に対しドローイングツールの強化が行われ、ベクターグラフィックへのグラデーションやテクスチャの適用などができるようになった。
Jasc Paint Shop Pro 8
2003年4月28日、英語版のリリース。
2003年6月27日、株式会社ピーアンドエーから日本語化されたPaint Shop Pro 8発売。このバージョンから日本語版に「J」がつかなくなる。
レイヤー構造なども保存できる標準の保存形式が*.pspから*.pspimageに変更された。
より高度な機能を搭載する為に大幅にコードが書き換えられ、操作性などが大幅に変化したり、動作が重くなってしまった。特に魅力の一つであった起動時のスピードは完全に失われた。
Jasc Paint Shop Pro 9
2004年10月29日、株式会社ピーアンドエーから日本語化されたPaint Shop Pro 9発売。
RAWデータへの対応、履歴パレットの実装、縦書きの文字の対応が図られた。
Corel Paint Shop Pro X
2005年10月14日、コーレルから発売。このバージョンから日本語版も販売元がコーレルになる。
ラーニングセンターやブラウザ、メイクオーバーツール、スマート修正など、大きな機能追加が行われた。また、Photo Album 6 standardがバンドルされたが、Animation Shopが省かれた。その後Animation Shopは同梱されていない。
Corel PaintShop Pro Photo XI
2006年10月13日発売。
パッケージの商品名に今回から「PHOTO」の文字を入れ、写真愛好家によりアピールを強めた。
変更点はトーンカーブ・レベルの機能向上 オーガナイザーの搭載（ブラウザ機能の後継。エンジンはSnapfire）カラーチェンジャーなどがあげられる。
Corel Paint Shop Pro Photo X2
2007年10月12日発売。
2008年10月17日、Paint Shop Pro Photo X2 Ultimateとしてオブジェクト切り抜きプラグイン「BackgroundRemover」とデータ復元ソフト「PHOTORECOVERY LE」を同梱した上位バージョンを発売。
エクスプレスラボの搭載（フォルダ内写真のシームレスな加工作業の実現）。（HDR〈ハイダイナミックレンジ〉）合成（露出の高い画像と低い画像を合成する技術）、グラファイトワークスペーステーマ（インターフェイスを黒調にする機能。それ以前の白調に戻す事も可能）、レイヤースタイル、トリミングの操作性向上、RAW対応の強化、オーガナイザの強化などが施されている。
Corel PaintShop Photo Pro X3
2010年3月9日ダウンロード版発売。パッケージ版は同年4月16日発売。
2010年11月19日、AKVISのプラグインとKTPフィルターを追加したPaintShop Photo Pro X3 Ultimate発売。
PhotoImpactに搭載されていたオブジェクト抽出等が移植された。Photoshop CS4の新機能に似たスマートカーバーを搭載。「選択したオブジェクトを維持したまま縦横比率を変える」「不要なオブジェクトを消去する」などがより簡単になっている。カメラRawラボにて展開、保存を行うと同拡張子にて保存が可能。オーガナイザーがモードとして確立し、一括処理の操作性が向上した。
Corel PaintShop Pro X4
2011年10月14日発売。
PhotoImpactに搭載されていたスマートリムーブが移植された。また、フィルライト明確化（トーンの暗い部分だけ明るくする）、選択フォーカス（チルトソフトレンズで撮影したような効果、ミニチュア風写真が作れる）、ビネット効果が新搭載。カメラRawラボ、調整レイヤー、HDR（ハイダイナミックレンジ）合成などが機能向上し、16bitのまま編集できるツールも20以上に拡大された。全体的なUIの変更もみられ、13で3モード化されたものが、より切り替えやすくなり、オーガナイザーが編集モードでも表示されるようになった。
またUltimate版では、前バージョンにあったAKVISプラグインなどは省かれ、代わりにNik Color Efex Pro 3.0が付属。
Corel PaintShop Pro X5
2012年10月26日発売。
PhotoImpactに搭載されていたスタイルパレットの一部を移植。「レトロラボ」搭載。地図での検索（管理）機能、顔での検索機能搭載、64bit環境での一括処理の安定性向上、トリミングツールとテキストツールの強化、Photoshopブラシ（.abr）のサポートなど。
またUltimate版では、フィルタ Nik Color Efex Pro 3.0、表情を変える FaceFilter Studio 2、テクスチャ、ストックフォト、ブラシなどのフリー素材「Creative Collection」が付属。
Corel PaintShop Pro X6
2013年9月27日発売。
64bitOSに正式に対応。それに伴うPhotoshopプラグイン（64版用）への対応強化。新しい範囲選択機能（領域自動選択、スマート選択ブラシ）。スクリプト機能、HDR機能、RAWデータサポート、スマートカーバー、オブジェクト抽出、レイヤーパレットなども強化されている。また、今バージョンではVideoStudioとのセットパッケージも発表された。
またUltimate版では、フィルタ Perfectly Clear by Athentech Imaging、Reallusion FaceFilter3 ポートレート編集ツール、テクスチャ、ストックフォト、ブラシなどのフリー素材「Creative Collection」が付属。
Corel PaintShop Pro X7
2014年9月26日発売。
自動塗りつぶし機能、テキストカッターとシェイプカッター、マテリアルパレットと新規作成ダイアログの一新、スマートエッジ機能。RAWのXMPサイドカーファイルの読み込みに対応。ブラシの処理速度を30%高速化。
Corel PaintShop Pro X8
2015年9月3日発売。
テキストラッピング（選択範囲内への文字の流し込み）マジックムーブ（物体移動時の、移動後の自動塗りつぶし補完）、バッチ処理ウィザードの一新、新しいレンズ補正ツール、4Kモニターへの対応。ブラシの高速化（約30%〜60%）。
またUltimate版では、on1 Perfect Effect9.5 (フィルタープラグイン）、Perfectly Clear 2 SE by Athentech Imaging（カラーエンハンスやノイズ除去などの補正に適したプラグイン）が付属。
Corel PaintShop Pro X9
2016年9月2日発売。
テンプレートからの新規作成（カードやパンフレットなど）、スクリーンショット（画面キャプチャ機能の強化）、グラデーション塗りつぶしツール、テキストプリセット（タイトルデザインから適用できる）、バッチ処理の強化、タブレットPCでのスタイラス入力の強化など。
またUltimate版では、Perfectly Clear 2 SE by Athentech Imaging（カラーエンハンスやノイズ除去などの補正に適したプラグイン）、Corel After shot3（RAWデータ現像ソフト）、Corelライブ画面キャプチャ（操作画面録画ツール）が付属。
Corel PaintShop Pro 2018
2017年8月16日発売。
起動時間の短縮 (約50%)、シンプルな「Essentialモード」の搭載、トリミングツールの機能向上、テキストツールの機能向上、クローンソース領域のプレビュー、スポイトツールのカラー選択、グラデーション塗りつぶしの編集、ノードの表示サイズ変更、消しゴムツールの不透明度の精度向上小、ツールのオプション設定、クイックプレビュー機能を搭載。
またUltimate版では、Perfectly Clear 3 SE by Athentech Imaging（カラーエンハンスやノイズ除去などの補正に適したプラグイン）、Corel AfterShot 3（RAW現像ソフト）、Corel Painter Essentials 5（本格的イラスト作成ソフト）が付属。
Corel PaintShop Pro 2019
2018年8月17日発売。
360度カメラサポート、トリミングツールバー、Pic-to-Painting 機能、50の機能改善（テキストの追加、トリミング、消去、ペイント、ブラシ操作など）を搭載。
またUltimate版では、PhotoMirage Express、Perfectly Clear 3.5 SE by Athentech Imaging（カラーエンハンスやノイズ除去などの補正に適したプラグイン）、Corel AfterShot 3（RAW現像ソフト）、Corel Painter Essentials 6（本格的イラスト作成ソフト）が付属。
Corel PaintShop Pro 2020
2019年9月4日発売。
SmartCloneツール、選択範囲の極細ブラシ（毛のような細かいオブジェクトの選択）、写真ワークスペース、レイヤースタイルの強化（レイヤースタイルのみのコピー&ペーストなど）がおこなわれた。
またUltimate版では、GRFX Studio Corel Edition、Parallels Toolbox、PhotoMirage Express、Painter Essentials6（本格的イラスト作成ソフト）、AfterShot 3（RAW現像ソフト）、ブラシやテクスチャの Creative Collection、100 種類の新しい背景素材などのボーナスコレクションが付属。
Corel PaintShop Pro 2021
2020年9月3日発売。
AI高画質化、AI劣化除去、AIノイズ除去、AIスタイル変換、写真ワークスペースの強化(新分割ビュー)
またUltimate版では、AI HDR Studio、Sea-to-Skyワークスペースを新搭載。PhotoMirage Express、Painter Essentials7（本格的イラスト作成ソフト）、AfterShot 3（RAW現像ソフト）、ブラシやテクスチャの Creative Collection、100種類の新しい背景素材などのボーナスコレクションが付属。
Corel PaintShop Pro 2022
2021年8月6日発売。AIをつかった人物検出機能によるAI背景置換とAIポートレート、AIスタイル変換の強化カラーマッチとスムーズイメージオプション）、フレームツール（丸や四角などの図形に画像やテキストを埋め込むことが可能に）、HEICとHEIFへの対応、ワークスペースにチュートリアル機能。
Ultimate版は次のソフトが付属。「ベストシーン」（VideoStudioに搭載されている、お手軽ムービー作成機能）、MultiCam Capture Lite（画面録画ソフト）、PhotoMirage Express、Painter Essentials 8（本格的イラスト作成ソフト）、AfterShot 3（RAW現像ソフト）、ブラシやテクスチャの Creative Collection、100 種類の新しい背景素材などのボーナスコレクションが付属。
Corel PaintShop Pro 2023
2022年9月1日発売。

## 廉価版
Jasc Paint Shop Pro Lite
2001年7月25日、デジキューブより発売。コンビニで2980円で販売された。内容はPaint Shop Pro 5J相当の製品。
Paint Shop Proパーソナル
2006年7月21日、ソースネクストより発売。Paint Shop Pro 9を改題したもの。
Corel PaintShop Photo Express 2010
2009年10月9日、Digital Studio 2010に含まれているアプリケーションのひとつとしてリリース。ダウンロード版としてのみ単体でも販売。
画像や動画の整理とバックアップが基本で、傾き補正ツール、トリミングツール、自動修正、ピクチャーチューブ、メークオーバーツールなどが搭載されている。Windows タッチ に対応しており、整理時の拡大縮小、傾き補正時の傾きなどで体験できる。
Corel PaintShop Pro 2018 Essentials
単体でパッケージ製品としては販売されていないが、2019年3月から5月にI-O DATAから発売されたSD/microSDカード「SDH-TRシリーズ/SDU1-Rシリーズ/MSDU1-Rシリーズ/SDMCH-WRシリーズ/SDH-WRシリーズ/SDU3-Rシリーズ/SDH-UTRシリーズ」に付属する形で提供された機能限定版。

## 関連書籍
- 西村勇亮・大沢ツトム『Paint Shop Pro 7Jびっくりロゴデザイン』（エムディエヌコーポレーション、2001年3月1日発売） ISBN 4-8443-5583-X
- 岩本幸子『Photoshop LE ＆ Paint Shop Pro CGテクニック事典』（工学社、2001年7月23日発売） ISBN 978-4-87593-953-5
- 竹村倉二著・SCCライブラリーズ編『デジカメ画像加工入門 for Paint Shop Pro 7J』（エスシーシー、2002年10月1日発売） ISBN 4-88647-944-8
- 室井英亮著・SCCライブラリーズ編『デジカメ写真 修正前→修正後 for Paint Shop Pro 7J』（エスシーシー、2003年3月1日発売） ISBN 4-88647-166-8
- 吉岡ゆかり『すぐにできる! Paint Shop Pro 8』（ソーテック社、2003年8月1日発売） ISBN 4-88166-352-6
- 吉田浩章『Paint Shop Pro X 完全リファレンスブック コーレル公認』（カーネルメディア、2006年4月1日発売） ISBN 978-4-907804-38-1
- 阿部信行『Corel Paint Shop Pro Photo X2 オフィシャルガイドブック』（カーネルメディア、2007年10月26日発売） ISBN 978-4-907804-27-5
- 土屋徳子『Corel PaintShop Photo X3 完全ガイドブック』（グリーン・プレス、2010年8月1日発売） ISBN 978-4-907804-15-2
- 土屋徳子『Corel PaintShop Pro X4 オフィシャルガイドブック』（グリーン・プレス、2011年11月1日発売） ISBN 978-4-907804-21-3
- 土屋徳子『Corel PaintShop Pro X5 オフィシャルガイドブック』（グリーン・プレス、2012年11月1日発売） ISBN 978-4-907804-27-5
- 土屋徳子『すぐできる! Corel PaintShop Pro 完全リファレンス』（グリーン・プレス、2017年1月14日発売） ISBN 978-4-907804-38-1